# Freizeitpark Widau
Freizeitpark Widau es un estadio de fútbol ubicado en Ruggell, Liechtenstein. Es el estadio del FC Ruggell y tiene capacidad para 500 personas. La longitud del campo de juego es de 105m y el ancho 68m.